# 괴물의 아이
《괴물의 아이》(일본어: バケモノの子 바케모노노코[*])는 2015년 개봉한 일본의 애니메이션 영화이다. 호소다 마모루가 감독과 각본을 맡았다.

## 줄거리
시부야의 뒷골목을 배회하던 9살 소년 ‘렌’은 인간 세계로 나온 괴물 ‘쿠마테츠’를 만나 그를 쫓다 우연히 괴물의 세계에 발을 들이게 된다.
쿠마테츠는 렌에게 ‘큐타’라는 새로운 이름을 주고 그의 스승을 자처한다. 너무도 다른 그들은 사사건건 부딪히지만 함께하는 시간이 쌓여갈수록 서로를 진심으로 아끼며 진정한 가족의 정을 나누게 된다.
어느새 훌쩍 커버린 ‘큐타’는 인간 세계에 관심을 갖게 되면서 예상치 못한 사건들이 벌어지기 시작한다.

## 등장인물 및 성우
- 쿠마테츠 - 야쿠쇼 코지/최석필
- 큐타/렌 - 미야자키 아오이/김서영(유년기), 소메타니 쇼타/심규혁(청년기)
- 카에데 - 히로세 스즈/박리나
- 타타라 - 오오이즈미 요/현경수
- 햐쿠슈보 - 릴리 프랭키/임채헌
- 큐타의 아빠 - 나가츠카 케이시/방성준
- 큐타의 엄마 - 아소 쿠미코
- 이치로 히코 - 구로키 하루(유년기)
- 수장님 - 김태훈